# Maceda (Ovar)
Maceda es una freguesia portuguesa del concelho de Ovar, con 15,34 km² de superficie y 3.687 habitantes (2001). Su densidad de población es de 240,35 hab/km².